# Maria Cristina di Borbone-Spagna (infanta di Spagna 1833)
Maria Cristina di Borbone-Spagna (Madrid, 5 giugno 1833 – Madrid, 19 gennaio 1902) è stata una nobildonna spagnola, Infanta di Spagna, sposata con Sebastiano di Borbone-Spagna.

## Biografia
Maria Cristina era figlia di Francesco di Paola di Borbone-Spagna, ultimogenito di Carlo IV di Spagna e di Maria Luisa di Parma, e di sua moglie, Luisa Carlotta di Borbone, Principessa delle Due Sicilie, figlia del re Francesco I delle Due Sicilie e della moglie Maria Isabella di Borbone-Spagna, figlia a sua volta di Carlo IV e Maria Luisa di Parma.

### Matrimonio
Alla fine del 1850 Sebastiano di Borbone, un ex sostenitore di carlismo, chiese di tornare in Spagna, pentito del suo comportamento. Per sigillare il buon rapporto tra lui e la famiglia reale spagnola, è stato organizzato il matrimonio tra Don Sebastiano e Maria Cristina.
Le nozze vennero celebrate presso il Palazzo Reale di Madrid il 19 novembre del 1860, e alla cerimonia parteciparono anche Isabella II e suo marito, tra gli altri membri della famiglia reale.
La coppia ebbe cinque figli:
- Francesco Maria (1861-1923), creato duca di Marchena nel 1885. Ebbe figli.
- Pietro di Alcantara (1862-1892), creato duca di Durcal nel 1885. Ebbe figli.
- Luigi di Gesù (1864-1889), creato duca di Ansola nel 1887. Ebbe figli.
- Alfonso Maria (1866-1934).
- Gabriele di Gesù (1869-1889).

Nonostante la sua vicinanza al trono e la sua stretta relazione con i sovrani, nessuno dei suoi figli ha ricevuto il titolo di Infante di Spagna.

### Morte
Dopo la caduta della monarchia nel 1868, la famiglia di don Sebastian dovette lasciare la Spagna e si rifugiò in Francia. Maria Cristina poté però in seguito tornare in Spagna, e visse tranquillamente fino alla sua morte avvenuta nel 1902 a Madrid. È sepolta in San Lorenzo de El Escorial.

## Ascendenza
|                                       |                                |                                 | Genitori                      |  |  | Nonni |  |  | Bisnonni            |  |  | Trisnonni           |  |
|                                       |                                |                                 |                               |  |  |       |  |  | Carlo III di Spagna |  |  | Filippo V di Spagna |  |
|                                       |                                |                                 |                               |  |  |       |  |  | Carlo III di Spagna |  |  | Filippo V di Spagna |  |
|                                       |                                | Elisabetta Farnese              |                               |  |  |       |  |  | Carlo III di Spagna |  |  |                     |  |
| Carlo IV di Spagna                    |                                |                                 |                               |  |  |       |  |  | Carlo III di Spagna |  |  |                     |  |
|                                       |                                | Maria Amalia di Sassonia        | Augusto III di Polonia        |  |  |       |  |  |                     |  |  |                     |  |
|                                       |                                | Maria Amalia di Sassonia        | Augusto III di Polonia        |  |  |       |  |  |                     |  |  |                     |  |
|                                       |                                | Maria Amalia di Sassonia        | Maria Giuseppa d'Austria      |  |  |       |  |  |                     |  |  |                     |  |
| Francesco di Paola di Borbone-Spagna  |                                | Maria Amalia di Sassonia        |                               |  |  |       |  |  |                     |  |  |                     |  |
|                                       |                                | Filippo I di Parma              | Filippo V di Spagna           |  |  |       |  |  |                     |  |  |                     |  |
|                                       |                                | Filippo I di Parma              | Filippo V di Spagna           |  |  |       |  |  |                     |  |  |                     |  |
|                                       |                                | Filippo I di Parma              | Elisabetta Farnese            |  |  |       |  |  |                     |  |  |                     |  |
| Maria Luisa di Borbone-Parma          |                                | Filippo I di Parma              |                               |  |  |       |  |  |                     |  |  |                     |  |
|                                       |                                | Elisabetta di Borbone-Francia   | Luigi XV di Francia           |  |  |       |  |  |                     |  |  |                     |  |
|                                       |                                | Elisabetta di Borbone-Francia   | Luigi XV di Francia           |  |  |       |  |  |                     |  |  |                     |  |
|                                       |                                | Elisabetta di Borbone-Francia   | Maria Leszczyńska             |  |  |       |  |  |                     |  |  |                     |  |
| Maria Cristina di Spagna              |                                | Elisabetta di Borbone-Francia   |                               |  |  |       |  |  |                     |  |  |                     |  |
|                                       | Ferdinando I delle Due Sicilie | Carlo III di Spagna             |                               |  |  |       |  |  |                     |  |  |                     |  |
|                                       | Ferdinando I delle Due Sicilie | Carlo III di Spagna             |                               |  |  |       |  |  |                     |  |  |                     |  |
|                                       | Ferdinando I delle Due Sicilie | Maria Amalia di Sassonia        |                               |  |  |       |  |  |                     |  |  |                     |  |
| Francesco I delle Due Sicilie         | Ferdinando I delle Due Sicilie |                                 |                               |  |  |       |  |  |                     |  |  |                     |  |
|                                       |                                | Maria Carolina d'Asburgo-Lorena | Francesco I di Lorena         |  |  |       |  |  |                     |  |  |                     |  |
|                                       |                                | Maria Carolina d'Asburgo-Lorena | Francesco I di Lorena         |  |  |       |  |  |                     |  |  |                     |  |
|                                       |                                | Maria Carolina d'Asburgo-Lorena | Maria Teresa d'Austria        |  |  |       |  |  |                     |  |  |                     |  |
| Luisa Carlotta di Borbone-Due Sicilie |                                | Maria Carolina d'Asburgo-Lorena |                               |  |  |       |  |  |                     |  |  |                     |  |
|                                       |                                | Carlo IV di Spagna              | Carlo III di Spagna           |  |  |       |  |  |                     |  |  |                     |  |
|                                       |                                | Carlo IV di Spagna              | Carlo III di Spagna           |  |  |       |  |  |                     |  |  |                     |  |
|                                       |                                | Carlo IV di Spagna              | Maria Amalia di Sassonia      |  |  |       |  |  |                     |  |  |                     |  |
| Maria Isabella di Borbone-Spagna      |                                | Carlo IV di Spagna              |                               |  |  |       |  |  |                     |  |  |                     |  |
|                                       |                                | Maria Luisa di Borbone-Parma    | Filippo I di Parma            |  |  |       |  |  |                     |  |  |                     |  |
|                                       |                                | Maria Luisa di Borbone-Parma    | Filippo I di Parma            |  |  |       |  |  |                     |  |  |                     |  |
|                                       |                                | Maria Luisa di Borbone-Parma    | Elisabetta di Borbone-Francia |  |  |       |  |  |                     |  |  |                     |  |
|                                       |                                | Maria Luisa di Borbone-Parma    |                               |  |  |       |  |  |                     |  |  |                     |  |